# Oppidum du Castellar
Ne pas confondre avec l'Oppidum du Castellar situé sur la commune de Cadenet (Vaucluse).
L’oppidum du Castellar est un oppidum ligure situé au sommet du Mont Bastide, sur le territoire de la commune d'Èze  dans le département français des Alpes-Maritimes. L'oppidum du Castellar a été inscrit au titre des monuments historiques le 5 septembre 1996.

## Situation de l'oppidum celto-ligure
L'oppidum est connu depuis 1851 quand il a été signalé par le Dr Naudot. Il a réalisé un premier plan du site en 1852. L'oppidum du Castellar occupe le sommet du Mont Bastide qui culmine à 568 m et s'étend sur ses pentes sur une dénivellation d'une cinquantaine de mètres, dominant la mer Méditerranée à l'ouest et le col d'Èze à l'est.
Le site se présente comme un camp celto-ligure couronnant une crête allongée. Trois systèmes défensifs protégeaient le camp :
- une enceinte extérieure, ou « murs avancés ouest du Mont Bastide »,
- une enceinte supérieure,
- un « bastion inférieur ouest ».

Une quatrième protection a été définie par G. Brétaudeau comme l'« enclos est » ou la « bastide avancée Est du Mont Bastide », situé sur le promontoire rocheux qui domine le village d'Èze, mais on peut aussi y voir un enclos pastoral.
La réalité des trois systèmes défensifs décrits par le commandant Octobon est discutée par Pascal Arnaud. Il y voit seulement des murs de soutènement probablement remontés au IIe siècle à l'emplacement des remparts protohistoriques.
Des murs entourent l'oppidum, soit d'appareil cyclopéen soit d'appareil moyen. Une voie rectiligne a été tracée le long de la crête. Deux voies sensiblement parallèles suivent les remparts.
Le site a été occupé de façon sporadique comme l'ont montré les tessons retrouvés, datant de la fin du néolithique local et de la Tène. L'oppidum doit remonter à la fin de l'âge du fer, entre 200 avant J.-C. et 50 avant J.-C. Le site protohistorique a été agrandi dans une zone où le commandant Octobon a trouvé des quantités importantes de mobilier campanien. Les vestiges visibles actuellement sont ceux d'un village d'époque romaine datant des Julio-Claudiens.